# Sinnbild (Musik)
Ein Sinnbild ist in der Musik eine durch bestimmte Kompositionstechniken ermöglichte Darstellung eines außermusikalischen Sinngehaltes.

## Arten

Aus Monteverdis Marienvesper:
Der Text Et hi tres (Und die Drei) wird durch den Dreiklang, die Textstelle unum sunt (sind eins) durch den Einklang der Gesangsstimmen dargestellt.

Urentsprechung
Wörter des Textes werden durch ihre unmittelbare musikalische Entsprechung dargestellt („laut“ – „leise“, „schnell“ – „langsam“, „steigen“ – „fallen“, „schreiten“ – „springen“, „rennen“ – „schleichen“). Beispiel: Claudio Monteverdi: Marienvesper, VII. Concerto Duo Seraphim
Rhetorische Figur
siehe Figurenlehre
Allegorie
Die Allegorie ist ein Gleichnis oder eine Personifikation von Begriffen, die nicht durch musikalische Mittel hörbar gemacht werden kann. Sie treten als Satzüberschriften, Werktitel oder als allegorische Figuren in dramatisierten Werken auf. Beispiele im Werk Johann Sebastian Bachs: der Titel Musikalisches Opfer (BWV 1079), Auftritt von Pleiße, Donau, Elbe und Weichsel als Personen im Dramma per musica „Schleicht, spielende Wellen“ (BWV 206).
Symbol
Ein Symbol steht für einen unanschaulichen Begriff. Er wird dadurch anschaulich, dass an seine Stelle ein Gegenstand tritt, der auch musikalisch dargestellt werden kann. Ein Symbol besitzt zumindest innerhalb eines Kulturkreises Allgemeingültigkeit. Beispiel: Das Symbol „Kreuz“ steht für die „Kreuzigung“ und „Erlösung“. Symbolisiert wird das Kreuz in der Musik durch Kreuzmotive oder auch durch Stimmkreuzungen, die allerdings nur auf dem Papier sichtbar werden und nicht unmittelbar hörbar sind
|                                                                               |  |
| Anmerkung: Die beiden ineinander verschränkten Linien sind farbig hinterlegt. |  |

Numerologie / Zahlensymbolik
Auch musikalische Gestaltungen nach zahlensymbolischen Gesichtspunkten (Taktzahl, Zahl der Noten) ist nicht unmittelbar hörbar.
Beispiele:
Choralvorspiel Dies sind die heiligen zehn Gebote von Johann Sebastian Bach (BWV 679). Hier tritt das Fugenthema zehn Mal auf.
Das Thema des zweiten Kyrie eleison aus Bachs h-Moll-Messe hat 14 Noten, die dem numerologischen Wert von BACH entsprechen: B = 2, A = 1, C = 3, H = 8.
Die zahlensymbolische Interpretation einzelner Werke ist in der Musikwissenschaft oft umstritten.
Soggetto cavato
Soggetto cavato = italienisch  soggeto, Thema; italienisch cavare, herausziehen, herausnehmen

Ein Thema entsteht auf Grund außermusikalischer Überlegungen. Beispiel: Die Tonfolge B-A-C-H stellt den Namen „Bach“ in Noten dar. Johann Sebastian Bach verwendete dieses Motiv unter anderem in der Kunst der Fuge (BWV 1080, unvollendete Tripelfuge).

## Geschichte
Entsprechend den aristotelischen Kategorien vom Denken, Tun und Hervorbringen teilte man in der Musiktheorie seit dem 16. Jahrhundert die Musik in Musica theoretica (Musiktheorie), Musica practica (Musikpraxis, Aufführungspraxis) und Musica Poetica (Komposition) ein.
Die Musica poetica sah in der gesprochenen Sprache und in der Musik Analogien, die in den musikalischen Elementen der Sprache (Melodie und Rhythmus) begründet sind und fasste deshalb die Musik als Tonsprache auf.
Im 16. und 17. Jahrhundert wurden die Mittel der Tonsprache in der Figurenlehre und in der Affektenlehre durch Musiktheoretiker wie Nikolaus Listenius (Rudimenta musicae in gratiam studiosae iuventutis diligenter comportata, 1533), Heinrich Faber (Musica poetica, 1548), Joachim Burmeister, (Musica poetica, 1606), Johann Andreas Herbst (Musica poetica, 1643), Johann Jakob Walther (1708), systematisiert.
In der Kompositionslehre bezog sich die Lehre von den musikalischen Sinnbildern auf die (oft formelhafte) Erfindung (inventio) eines Motivs, auf den Gesamtaufbau dispositio, die Ausführung (elaboratio) und die Ausschmückung (decoratio) des Stückes.